# Włodzimierz (Gorkowski)
Włodzimierz, imię świeckie Wasilij Pietrowicz Gorkowski (ur. 2 sierpnia 1864 w guberni woroneskiej, zm. 18 lutego 1938 w Uljanowsku) – rosyjski biskup prawosławny.
W 1889 ukończył Kijowską Akademię Duchowną z tytułem kandydata nauk teologicznych. Przez rok nauczał języka rosyjskiego w szkole duchownej w Pawłowsku. 9 grudnia 1890 został wyświęcony na kapłana. Od 1893 do 1902 był katechetą w żeńskim gimnazjum w Woroneżu. W 1902 otrzymał godność protoprezbitera. Od 1912 do 1918 pełnił funkcję nadzorcy szkoły duchownej w Pawłowsku. Następnie w 1918 służył w cerkwi Narodzenia Matki Bożej w Woroneżu, zaś w 1920 jest wzmiankowany jako duchowny służący w soborze św. Włodzimierza w Wałujkach. Prawdopodobnie przez pewien czas popierał ruch Żywej Cerkwi.
W 1926 złożył wieczyste śluby mnisze, przyjmując imię Włodzimierz. 5 września 1927 miała miejsce jego chirotonia na biskupa boguczarskiego, wikariusza eparchii woroneskiej. Odbyła się ona w cerkwi św. Tryfona w Moskwie. W 1928 przeniesiony do eparchii taurydzkiej jako jej wikariusz z tytułem biskupa kerczeńskiego. Z kolei w 1929 został biskupem akmolińskim, wikariuszem eparchii pietropawłowskiej. Po kilku miesiącach przeniesiony do eparchii smoleńskiej ponownie jako biskup pomocniczy, z tytułem biskupa wiaziemskiego. Od 1932 do 1933 był locum tenens eparchii dońskiej. Między marcem a sierpniem pełnił obowiązki biskupa rżewskiego, wikariusza eparchii kalinińskiej. Z kolei od 1933 do 1935 był biskupem kungurskim, wikariuszem eparchii permskiej. Od stycznia do października 1935 pełnił obowiązki biskupa sarapulskiego, wikariusza eparchii kirowskiej. W 1935 został ordynariuszem eparchii uljanowskiej i melekeskiej. Żył w Mielekesie i służył w tamtejszej cerkwi św. Mikołaja.
Aresztowany w 1937 i oskarżony o działalność szpiegowską na rzecz Japonii oraz stworzenie organizacji kontrrewolucyjnej i kierowanie nią. Razem z nią uwięzionych został dwunastu duchownych i świeckich. W grudniu 1937 uznany za winnego zarzucanych mu czynów i skazany na śmierć, został rozstrzelany w lutym roku następnego w Uljanowsku.